# 프란시스쿠 구테흐스
프란시스쿠 구테흐스(포르투갈어: Francisco Guterres, 1954년 9월 7일~ )는 동티모르의 정치인이다. 루올루(Lú-Olo)라는 별칭으로 부르기도 한다. 그는 2017년 5월 20일부터 2022년 5월 20일까지 제4대 동티모르의 대통령을 역임하였다.
그는 2002년 5월 20일부터 2007년 8월 8일까지 동티모르 의회 의장을 역임했다. 2007년과 2012년 동티모르 대통령선거에 출마했으나 낙선하였고, 2017년 동티모르 대통령선거에서 3번 도전 끝에 당선되었다. 2022년 동티모르 대통령선거에 출마했으나 티모르 재건국민회의(CNRT) 소속의 주제 하무스 오르타 후보에게 밀려 낙선했다.

## 역대 선거 결과
| 선거명      | 직책명            | 대수 | 정당                  | 1차 득표율 | 1차 득표수 | 2차 득표율 | 2차 득표수 | 결과 | 당락 |
| ----------- | ----------------- | ---- | --------------------- | ---------- | ---------- | ---------- | ---------- | ---- | ---- |
| 2007년 대선 | 동티모르의 대통령 | 2대  | 동티모르 독립혁명전선 | 27.89%     | 112,666표  | 30.82%     | 127,342표  | 2위  | 낙선 |
| 2012년 대선 | 동티모르의 대통령 | 3대  | 동티모르 독립혁명전선 | 28.76%     | 133,635표  | 38.77%     | 174,408표  | 2위  | 낙선 |
| 2017년 대선 | 동티모르의 대통령 | 4대  | 동티모르 독립혁명전선 | 57.08%     | 295,048표  |            |            | 1위  |      |
| 2022년 대선 | 동티모르의 대통령 | 5대  | 동티모르 독립혁명전선 | 22.13%     | 144,282표  | 37.91%     | 242,440표  | 2위  | 낙선 |